# Mohamed Oubahim
Mohamed Oubahim (arab. ‏محمد اباهيم‎; ur. 1 stycznia 1959) – marokański biegacz narciarski, uczestnik igrzysk olimpijskich w Albertville.

## Osiągnięcia

### Igrzyska olimpijskie
| Miejsce | Dzień     | Rok  | Miejscowość | Konkurencja             | Czas biegu | Strata   | Zwycięzca     |
| ------- | --------- | ---- | ----------- | ----------------------- | ---------- | -------- | ------------- |
| 108.    | 13 lutego | 1992 | Albertville | 10 km stylem klasycznym | 27:36,0    | +19:56,6 | Vegard Ulvang |
| 98.     | 15 lutego | 1992 | Albertville | 10+15 km pościgowy      | 1:05:37,9  | +57:30,9 | Bjørn Dæhlie  |

### Mistrzostwa świata
| Miejsce | Dzień     | Rok  | Miejscowość | Konkurencja             | Czas biegu | Strata   | Zwycięzca    |
| ------- | --------- | ---- | ----------- | ----------------------- | ---------- | -------- | ------------ |
| 76.     | 15 lutego | 2001 | Lahti       | 15 km stylem klasycznym | 39:26,0    | +30:34,4 | Per Elofsson |